# My Kinda Party
«My Kinda Party» — четвёртый студийный альбом американского кантри-певца Джейсона Олдина, выпущенный 2 ноября 2010 года под лейблом Broken Bow Records. Альбом дебютировал в чарте Billboard 200 сразу на втором месте, а в кантри-чарте Top Country Albums 2011 сразу на первом месте, разошедшись за первую неделю продаж рекордным для него тиражом в 193 000 экземпляров. В итоге, альбом 12 недель возглавлял кантри-чарт США. 31 января 2017 года он был сертифицирован RIAA как четырёхкратно платиновый за 4 миллиона проданных единиц.
Олдин сказал, что выбрал название альбома, потому что считает его отражающим «то, чего ожидают мои поклонники». Он также сказал, что альбом имеет уникальное звучание, потому что он записал его со своей гастрольной группой и инженером, который не работает с другими артистами. 30 ноября 2011 года альбом был номинирован на 54-ю премию «Грэмми» в категории «Лучший кантри-альбом».

## Об альбоме
Первым синглом этого альбома стал одноимённый «My Kinda Party», который дебютировал в Billboard Hot Country Songs на № 41. Песня стала для Джейсона его 10-м хитом, попавшим в Top 10 этого чарта, достигнув в итоге второго места. Песня также дебютировала на № 54 в главном сингловом чарте США Hot 100. Песня «My Kinda Party» была написана и первоначально записана кантри-роковым автором-исполнителем Brantley Gilbert для его альбома 2009 года Modern Day Prodigal Son. Версия в исполнении Джейсона Олдина была сертифицирована в статусе золотого сингла (Gold) ассоциацией Recording Industry Association of America (RIAA).
Второй сингл альбома — «Don't You Wanna Stay», дуэт с певицей Келли Кларксон, дебютировал в кантри-чарте на № 59 в ноябре 2010 года. Эта песня также дебютировала на № 93 в чарте Billboard Hot 100. Олдин и Кларксон презентовали песню 10 ноября 2010 года на 44-й ежегодной церемонии CMA Awards. «Don’t You Wanna Stay» 12 марта 2011 года стала для Олдина 5-м хитом, возглавившим Hot Country Songs. Он также проигрывался на радиотсанциях стиля adult contemporary, и дебютировал на № 39 в чарте Adult Pop Songs. «Don’t You Wanna Stay» сертифицирован в статусе платинового сингла RIAA.
Третий сингл — кантри-рэп «Dirt Road Anthem», который ранее был записан отдельно обоими его авторами, Брэнтли Гилбертом и Кольтом Фордом. Сингл дебютировал в чарте Hot Country Songs под номером 57 за неделю, закончившуюся 5 февраля 2011 года. Согласно AOL’s The Boot, публицист Олдина рассказал об этой песне, предположив, что Олдин слушал «немного Снуп Догга в своё время»; по поводу песни Олдин сказал, что не считает «Dirt Road Anthem» рэп-песней. Версия Олдина «Dirt Road Anthem» была сертифицирована RIAA как 4× платиновая. «Dirt Road Anthem» стал шестым хитом номер один Олдина в кантри-чарте на неделе 30 июля 2011 года.
Четвёртым синглом альбома My Kinda Party стала песня «Tattoos on This Town». До выхода в качестве сингла она заняла 18-е место в чарте Bubbling Under Hot 100. Она была выпущена в качестве сингла для радиостанций кантри 5 сентября 2011 года. Она дебютировала в чарте Hot Country Songs под номером 59 за неделю, закончившуюся 27 августа 2011 года. На неделе, закончившейся 26 ноября 2011 года, она достигла пика на втором месте в течение шести недель, став тринадцатым хитом в десятке лучших на сегодняшний день в этом чарте. Кроме того, на неделе, завершившейся 8 октября 2011 года, песня дебютировала под номером 81 в Billboard Hot 100 и достигла пика на 38-й строчке, став четвёртым подряд хитом Top 40 в этом чарте. Совсем недавно песня дебютировала под номером 96 в канадском рейтинге Hot 100 и достигла пика на отметке 59. Альбом «Tattoos on This Town» также получил платиновый сертификат RIAA.
Пятый и последний сингл альбома — «Fly Over States», который был выпущен в качестве сингла 6 февраля 2012 года. Он дебютировал под номером 59 в чарте Billboard Hot Country Songs и стал седьмым хитом номер один Олдина в этом чарте.

## Отзывы
| Оценки критиков         | Оценки критиков |
| Источник                | Оценка          |
| ----------------------- | --------------- |
| Allmusic                | [ 8 ]           |
| Associated Press        | (favorable)     |
| Country Weekly          | [ 10 ]          |
| The Dallas Morning News | (C)             |
| Roughstock              | [ 12 ]          |
| The Washington Post     | (mixed)         |
| Engine 145              | [ 14 ]          |

Майкл МакКолл из Ассошиэйтед Пресс похвалил Олдина за «свежее звучание» альбома, сказав, что он «стоит в авангарде движения, сочетающего темы кантри с аккордами хард-рока». Назвав альбом Олдина «самым сильным на сегодняшний день», Мэтт Бьорк из Roughstock оценил его в четыре звезды и сказал, что Олдин «может быть одним из лучших в кантри-музыке в создании полноценных альбомов, которые „все убийственные, без наполнителя“». Стив Леггетт из Allmusic, оценив альбом в 3+1⁄2 балла, сказал, что в нем есть «впечатляющая звуковая последовательность» и «песни, которые подходят его голосу». Кен Такер из Country Weekly оценил альбом в четыре звезды, сказав: «Джейсон Олдин растёт от альбома к альбому, ловко улучшая каждый предыдущий проект. Его последний релиз продолжает движение вверх».
Элисон Стюарт из The Washington Post дала альбому смешанную оценку, сказав: «Party — это симпатичный, но шаблонный Нэшвилл; все остальные треки будут звучать знакомо, даже если вы слышите их впервые». Она назвала кавер Алдина на «Dirt Road Anthem» «высшей точкой» альбома, назвав его «моментом, расширяющим границы». Марио Тарраделл из The Dallas Morning News поставил альбому оценку C, назвав материал «обширным набором стандартного, клишированного кантри-рока». Он также сказал, что трек «Dirt Road Anthem» — единственная песня, которая «заслуживает повторного прослушивания». Джули Тханки из Engine 145 поставила альбому оценку 3+1⁄2, сказав, что он «включает некоторые из его самых приятных и зрелых работ на сегодняшний день».

## Коммерческий успех
Альбом дебютировал под вторым номером в Billboard 200 и первым номером в чарте Top Country Albums с продажами 193 000 копий в первую неделю после выхода, что стало его лучшей неделей продаж и новым лучшим достижением в списке. На второй неделе выхода альбом опустился до шестого места в Billboard 200 с продажами 81 000 копий. В феврале альбом возглавил чарт и оставался там 12 недель подряд, став первым альбомом исполнителя-мужчины, которому удалось это сделать со времен альбома Кенни Чесни When The Sun Goes Down, который оставался на первом месте 14 недель в 2004 году. В мае 2011 года альбом снова поднялся на 4-е место в чарте на 29-й неделе, став самой высокой позицией в чарте с момента дебюта на 2-м месте. На 11 июня 2011 года было продано 1 237 081 копий этого альбома в США. По состоянию на июнь 2014 года альбом был продан в США в количестве 3 130 000 копий. 31 января 2017 года он был сертифицирован RIAA как четырёхкратно платиновый за 4 миллиона проданных единиц.

## Список композиций
| №   | Название                                  | Автор(ы)                                           | Длительность |
| --- | ----------------------------------------- | -------------------------------------------------- | ------------ |
| 1.  | «Tattoos on This Town»                    | Neil Thrasher, Wendell Mobley, Michael Dulaney     | 3:22         |
| 2.  | «Dirt Road Anthem»                        | Brantley Gilbert, Colt Ford                        | 3:49         |
| 3.  | «Church Pew or Bar Stool»                 | Josh Thompson, Adam Craig, Michael Howard          | 4:19         |
| 4.  | «Just Passing Through»                    | David Lee Murphy, Kim Tribble                      | 3:20         |
| 5.  | «Fly Over States»                         | Thrasher, Dulaney                                  | 3:38         |
| 6.  | «My Kinda Party»                          | Gilbert                                            | 4:45         |
| 7.  | «I Ain't Ready to Quit»                   | Thomas Rhett Akins, Jaron Boyer, Ben Stennis       | 3:33         |
| 8.  | «It Ain't Easy»                           | Justin Weaver, Caitlyn Smith, Jon Mabe             | 3:01         |
| 9.  | «Country Boy's World»                     | John Edwards, Jayce Hein, Ronny Vines, Tommy Curry | 4:06         |
| 10. | «The Heartache That Don't Stop Hurting»   | Brett James, Leslie Satcher                        | 3:55         |
| 11. | «Texas Was You»                           | Thrasher, Mobley, Martin                           | 3:25         |
| 12. | «Don’t You Wanna Stay» (с Келли Кларксон) | Paul Jenkins, Jason Sellers, Andy Gibson           | 4:16         |
| 13. | «See You When I See You»                  | Thrasher, Mobley, Tony Martin                      | 3:48         |
| 14. | «If She Could See Me Now»                 | Bryan Edwards, Bill Luther, Weaver                 | 3:30         |
| 15. | «Days Like These»                         | Thrasher, Mobley, Busbee                           | 3:59         |

## Позиции в чартах и сертификация
| Чарт (2010—2013)                   | Высшая позиция |
| ---------------------------------- | -------------- |
| Канада (Canadian Albums Chart)     | 15             |
| США (Billboard 200)                | 2              |
| США (Billboard Top Country Albums) | 1              |
| США (Billboard Independent Albums) | 1              |

| Чарт (2010)                        | Позиция |
| ---------------------------------- | ------- |
| США Billboard 200                  | 123     |
| США Top Country Albums (Billboard) | 21      |
| Чарт (2011)                        | Позиция |
| США Billboard 200                  | 4       |
| США Top Country Albums (Billboard) | 2       |
| Чарт (2012)                        | Позиция |
| США Billboard 200                  | 19      |
| США Top Country Albums (Billboard) | 6       |
| US Independent Albums (Billboard)  | 2       |
| Чарт (2013)                        | Позиция |
| США Billboard 200                  | 140     |
| Чарт (2018)                        | Позиция |
| США Top Country Albums (Billboard) | 68      |

| Чарт (2010—2019)  | Позиция |
| ----------------- | ------- |
| США Billboard 200 | 30      |

| Регион                                                      | Сертификация  | Продажи               |
| ----------------------------------------------------------- | ------------- | --------------------- |
| Канада (Music Canada)                                       | Платиновый    | 80 000^               |
| США (RIAA)                                                  | 4× Платиновый | 4,000,000 / 3,130,000 |
| ^ Данные о тиражах приведены только на основе сертификации. |               |                       |

| 2010                                           | «My Kinda Party»                          | 2 | 39 | — | — | 99 |
| 2010                                           | «Don’t You Wanna Stay» (с Келли Кларксон) | 1 | 31 | 3 | 9 | 35 |
| 2011                                           | «Dirt Road Anthem»                        | 1 | 7  | — | — | 39 |
| 2011                                           | «Tattoos on This Town»                    | 2 | 38 | — | — | 59 |
| 2012                                           | «Fly Over States»                         | 1 | 32 | — | — | 55 |
| «—» обозначает релизы, которые не вошли в чарт |                                           |   |    |   |   |    |